# Vieille-Église-en-Yvelines
Vieille-Église-en-Yvelines är en kommun i departementet Yvelines i regionen Île-de-France i norra Frankrike. Kommunen ligger i kantonen Rambouillet som tillhör arrondissementet Rambouillet. År 2022 hade Vieille-Église-en-Yvelines 618 invånare.

## Befolkningsutveckling
Antalet invånare i kommunen Vieille-Église-en-Yvelines
| Referens: INSEE |